# Piner Bay
Die Piner Bay ist eine 13 km tiefe, 3 km breite und unvereiste Bucht an der Küste des ostantarktischen Adelielands. Sie liegt zwischen dem Kap Bienvenue und der Ostseite der Gletscherzunge des Astrolabe-Gletschers.
Entdeckt wurde die Bucht am 30. Januar 1840 im Zuge der United States Exploring Expedition (1838–1842) unter der Leitung des Polarforschers Charles Wilkes. Dieser benannte sie nach Thomas Piner, Quartiermeister auf dem Flaggschiff der Forschungsreise, der Sloop USS Vincennes.